# Villainville
Villainville – miejscowość i gmina we Francji, w regionie Normandia, w departamencie Sekwana Nadmorska.
Według danych na rok 1990 gminę zamieszkiwało 239 osób, a gęstość zaludnienia wynosiła 65 osób/km² (wśród 1421 gmin Górnej Normandii Villainville plasuje się na 666. miejscu pod względem liczby ludności, natomiast pod względem powierzchni na miejscu 795.).